# 1989 en Algérie
Chronologie de l’Algérie
- 1985
- 1986
- 1987
- 1988
- 1989
- 1990
- 1991
- 1992
- 1993

Cet article présente les faits marquants de l'année 1989 en Algérie ou relatifs à l'Algérie; datation selon le calendrier grégorien.

## Événements
- 12 janvier : accord gazier entre la France et l'Algérie et relance de la coopération[1].
- 6 février : visite officielle du président algérien Chadli au Maroc[1].
- 8 février : accord algéro-marocain validant la construction d'un gazoduc[1].
- 9 février : création du RCD - rassemblement pour la culture et la démocratie.
- 17 février : création de l’Union du Maghreb arabe entre l’Algérie, la Libye, le Maroc, la Mauritanie et la Tunisie[2].
- 18 février : annonce à la mosquée Es-Sunna à Bab El Oued de la création prochaine du Front islamique du salut[3].
- 23 février : référendum sur une nouvelle constitution algérienne, plus démocratique et respectueuse des libertés publiques. Plébiscite avec 99 % des voix et 82 % de taux de participation. Instauration du multipartisme[4]. Création d'un parlement élu et séparation de pouvoir civil et militaire.
- 9-10 mars : visite officielle en Algérie du président français François Mitterrand[1].
- 10 mars : fondation à la mosquée Ibn Badis de Kouba du Front islamique du salut, parti islamiste réclamant l’instauration du califat en Algérie.
- 4 avril, Espagne : l’ETA annonce la fin de la trêve annoncée le 23 janvier à la suite de l’échec des négociations engagées à Alger avec le gouvernement espagnol[5].
- 2 juillet : le parlement algérien autorise le multipartisme[1].
- 19 juillet : adoption d'un nouveau code électoral[1].
- 6 septembre : le FIS obtient l’agrément du ministère de l’Intérieur[3], en violation de la nouvelle constitution de février interdisant la création de tout parti politique confessionnel.
- 16 septembre : le réformateur Mouloud Hamrouche forme un nouveau gouvernement en Algérie[6]. Il libéralise la presse, réforme l'appareil judiciaire et met fin à certains monopoles de l'État sur les entreprises publiques et privées. La libéralisation effective de l'économie et de la vie politique entraîne une effervescence sans précédent dans la société algérienne.
- 31 août : Hissène Habré et Mouammar Kadhafi à Alger signent un « accord-cadre pour le règlement du différend tchado-libyen »[2].
- 17 septembre : un comité tripartite arabe (Maroc, Algérie, Arabie saoudite) propose un plan de paix, accepté par la Syrie, comprenant un cessez-le-feu général, la levée des blocus et la réunion des députés libanais hors du pays[7].
- 21 décembre : plusieurs dizaines de milliers de femmes voilées, accompagnées de leurs maris, convergent vers l’Assemblée populaire nationale algérienne pour dénoncer « la recrudescence des agressions contre l’islam et les musulmans »[8]. Des oulémas, dirigeants de la Ligue de la Dawa islamique dénoncent le sport et la mixité, et exigent des lois conformes à l’islam, allant jusqu’à comparer les associations féministes algériennes aux « femmes de parachutistes français à la fin des années 1950 ».

## Sports

### Basket-ball
- Coupe d'Algérie de basket-ball 1988-1989
- Coupe d'Algérie de basket-ball 1989-1990

### Football
- Finale de la Coupe des clubs champions africains 1989
- Équipe d'Algérie de football en 1989
- Championnat d'Algérie de football 1988-1989
- Championnat d'Algérie de football 1989-1990
- Championnat d'Algérie de football de deuxième division 1988-1989
- Championnat d'Algérie de football de deuxième division 1989-1990
- Championnat d'Algérie de football de troisième division 1989-1990
- Coupe d'Algérie de football 1988-1989
- Saison 1988-1989 de l'USM Alger
- Saison 1989-1990 de l'USM Alger

### Handball
- Championnat d'Afrique des nations féminin de handball 1989
- Championnat d'Afrique des nations masculin de handball 1989
- Championnat d'Algérie masculin de handball 1989-1990

## Culture

### Cinéma
- La Citadelle (El kalaa), film algérien, réalisé par Mohamed Chouikh, sorti en 1989.
- Le Clandestin (الطاكسي المخفي ,Taxi El Makhfi' en version originale), film algérien réalisé par Benamar Bakhti, sorti en 1989.
- Hassan Niya (titre en arabe : حسان النية) , film algérien réalisé par Ghaouti Bendedouche en 1986 et sorti en 1989.
- La Rose des sables (لوس, وردة الرمال, Louss, warda al-rimal), film algérien réalisé par Rachid Benhadj, sortié en 1989.

## Naissances en 1989
- Naissance en Algérie en 1989

## Décès en 1989
- Décès en Algérie en 1989